# Штуцер, Наталия Ивановна (художница)
Наталия Ивановна Штуцер (5 [17] сентября 1895, Романов-Борисоглебск, Ярославская губерния — 6 июля 1977, Прага) — русская и чешская художница, в юности связанная с авангардным искусством.

## Биография
Родилась в Романове-Борисоглебском. В 1912 году окончила Московскую 6-ю женскую гимназию.
В 1910—1912 годах училась у Фёдора Рерберга в его студии. В 1912—1916 годах поступила в московскую студию Ильи Машкова. В 1916 году выставила 6 своих работ (5 пейзажей и натюрморт) на выставке картин общества художников «Бубновый валет». Есть указания и о её участии в выставке «Бубнового валета» в 1917 году, однако её имя в каталоге выставки отсутствует. В 1918 году принимала участие в 1-й выставке картин Профессионального союза художников-живописцев Москвы, а в 1918—1919 годах — в 5-й Государственной выставке картин «От импрессионизма до беспредметничества».
В 1920-х годах уехала в Прагу. В 1927—1931 годах брала частные уроки у профессора Отакара Неедлы. Писала пейзажи и натюрморты. В 1928 году приняла участие в групповой выставке учеников Неедлы.
28 февраля 1928 года был зарегистрирован Союз русских художников в Чехословакии, а 10 марта было избрано его руководство, председателем стал Н. Н. Акатьев, заместителем председателя – архитектор В. А. Брандт, а секретарём — Н. И. Ягудкова (Штуцер).
Вплоть до 1935 года экспонировала свои работы на выставках Союза русских художников в Чехословакии. 9 марта 1930 года её живопись была показана на Большой выставке русского искусства в зале «Цвета Зузорич» в Белграде (участвовала под именем Н. Ягудка [Ягудкова])
В 1930-х годах поселилась в Збраславе, под Прагой. В последние годы жизни иллюстрировала случайные книги, переводила на русский, в том числе резюме чешских работ.
Похоронена на кладбище  Namehřbitov Praha в Збраславе (Прага).

## Семья
- Отец — Иван Иванович Штуцер (1852—1900), педагог-географ, написал ряд статей по географии и естествоведению в "Учебно-воспитательной Библиотеке" (1875, том I) и "Записках Учителя" (1883 - 1884), а также "Курс географии" (М., 1885)., в ноябре 1898 года из  лютеранского вероисповедания был присоединён к православию священником  Павлом Троицким[8]
- Мать — Александра Петровна Штуцер (в девичестве: Гурьева) (1858—1936)
- Брат — Михаил Иванович Штуцер (1879—1935), микробиолог и эпидемиолог, работал директором нескольких институтов бактериологии и микробиологии; основал Воронежский институт бактериологии. В августе 1930 был осуждён во внесудебном порядке судебной коллегией ОГПУ на 5 лет лагерей. В шарашке занимался разработкой бактареологического оружия. Умер вскоре после освобождения
- Брат — Владимир Иванович Штуцер (1882—1933), в 1891 окончил МВТУ, инженер-механик, работал Романово-Борисоглебской льняной Мануфактуре, в 1917 году переехал в Москву и начал работать в «Центротекстиле»[9].
- Брат — Иван Иванович Штуцер (1882—1932), агроном, левый эсер, окончил университет Галле в Германии. Председатель заведующего государственным семенным фондом, губернский комиссар продовольствия, глава селекционного отдела Казанской сельскохозяйственной опытной станции. В 1921—1929 годах из местных образцов методом отбора Штуцер вывел ценный скороспелый сорт проса разновидности flavum «Казанское 506». В 1920—1926 годах составил подробные карты и сравнительные таблицы по культурам для каждого агропочвенного района республики. 19 января 1932 г. И.И. Штуцер приговорён Коллегией ОГПУ по статье 58-7, 58-11 как «участник вредительской организации» к 5 годам концлагерей[10]
- Сестра — Вера Ивановна Штуцер (1892—1979), микробиолог
- Сестра — Анастасия Ивановна Штуцер (?—?)
- Сестра — Александа Ивановна Штуцер (?—?)
- Дядя (брат отца) — Андрей Юлиус Иванович Штуцер (1862—1942), Директор Романово-Борисоглебской льняной Мануфактуры[11], женат на Юлии Егоровне, урождённой Классен, дочери Е. Е. Классена, основателя предприятия, где А.И. Штуцер работал. Сын Андрея и Юлии, Егор Андреевич, погиб в гражданскую войну[9], в 1926 году А.И. Штуцер — сотрудник "Льноторга" в Москве[12].
- Дядя (брат отца) — Владимир Иванович Штуцер (1860—1917), закончил МВТУ, инженер-металлург, управляющий Товарищества латунного и меднопрокатного заводов Кольчугина (1887-1907). Значительно расширил и модернизировал производство, построил 7 цехов, заложил будущий город Кольчугино.
- Муж — Ягудка

## Работы последних лет

### Иллюстрации в книгах
- Randekič P. Je. Veterinární toxikologie. Praha : SZN, 1955 [Ветеринарная токсикология]
- Marie Hrubá. Naše kuchařka. Praha : SZN, 1957 [Наша поваренная книга] (иллюстрации Natalie Jahůdková и Miloš Kadlec)

### Переводы
- Пажоут Ф., Валничек Я., Шубик Р. Кактусы / Пер. с чешского И. В. Рафальской, Н. Ягудковой. — Прага: Праце, 1963.
- Friedl, Antonín. Počátky mistra Theodorika. Vyd. 1. Praha: Státní pedagogické nakladatelství, 1963, pp. 101–108 Summary (Russian) Jahůdková, Natalie (translator of Summary)
- Friedl, Antonín. Tradicionalismy, historismy a byzantinismy románské malby evropské	[Традициональные (sic), исторические и византийские элементы в романской европейской живописи] // Sborník prací Filozofické fakulty brněnské univerzity. F, Řada uměnovědná. 1961, vol. 10, iss. F5, pp. [175]-203. Kotrbová, M. A. (translator of Summary) ; Jahůdková, Natalie (translator of Summary)

## Адреса
- 1916 — Москва, Пименовская 4, кв. 8[2].